# Kabupaten Aceh Selatan
Kabupaten Aceh Selatan är ett kabupaten i Indonesien.   Det ligger i provinsen Aceh, i den västra delen av landet, 1 500 km nordväst om huvudstaden Jakarta. Antalet invånare är 211 554. Arean är 3 842 kvadratkilometer.
Terrängen i Kabupaten Aceh Selatan är varierad.